# Назви Ісландії
Існує безліч різних назв Ісландії, які упродовж століть з’являлися в поезії чи літературі.

## Ісландською
Багато імен використовувались для позначення Ісландії ісландською мовою. Ці назви містять розмовну, офіційну та поетичну форми:
- Eylenda, ж. — острів, тобто Ісландія.
Stephan G. Stephansson(інші мови)
Fjarst í eilífðar útsæ
vakir eylendan þín.
(Далеко у вічному морі
пробуджується острів твій)
- Fjalladrottning, ж. — королева гір або Ісландії.
- Fjallkonan, ж. — з визначеним артиклем —  володарка гори, уособлення Ісландії.
- Frón, с. — слово з давньоскандинавської мови для означення землі, країни, Ісландії[1].
- Garðarshólmi, ч.  — Ісландія, названа Ґардаром Сваварсоном (ісл. Garðar Svavarsson).
- Hrímey, ж.
- Hrímgrund, ж.
- Hrímland, с. — (у книзі Crymogaea(інші мови) інколи вживається назва “Hrímland”)
- Ísafold, с.
- Ísaland, с. 
...og flykkjast heim að fögru landi Ísa[2].
- Ísland — офіційна та найпоширеніша назва Ісландії.
- Jökulmær, ж. — молода жінка з льодовика, Ісландія.
- Klakkin, ч. — дослівно крижана гора або крижаний покрив.
- Norðurey, ч. — дослівно означає "північний острів"; слово, що жартома використовується на Вестманнових островах, оскільки Ісландія розташована на північ від них.
- Skerið, с. — дослівно шхери.
- Snjóland, с. — Сніговий Край, Снігова Країна.
- Snæland, с. — назва, яку у 9 столітті  вікінг Наддоддр дав Ісландії, що означає "засніжена земля/країна"[3].
- Туле, с. — деякі вчені стверджують, що Ісландія була землею Туле.
- Týli, c. — Туле.
- Þyli, c. — Туле.

Ісландці також мають кілька власних прізвиськ для себе, зокрема Frónbúi або Frómverji ("мешканець Frón") та Landi ("земляк").

## Латинською
Латинською мовою Ісландію виразно назвивали цими трьома назвами:
- Islandia — безпосередньо з ісландської мови "Ísland";
- Snelandia — латинізація більш поетичного імені Snæland;
- Insula Gardari — дослівне значення "Острів Garðar", порівняйте Garðarshólmi.

## Норвезькою
- Sagaøya — "Острів Саг"

## Українською
- Ісландія — за чинним правописом (безпосередньо з ісландської мови "Ísland");
- Ісляндія — за правописом 1929 р. (безпосередньо з ісландської мови "Ísland")[4].